# Brûlure par l'acide fluorhydrique
 Mise en garde médicale
Une brûlure à l'acide fluorhydrique est une brûlure chimique causée par l'acide fluorhydrique. Au contact de la peau, elle entraîne une douleur intense, un gonflement, une rougeur et une dégradation des tissus,. Si les fumées sont inhalées, elles peuvent provoquer un gonflement des voies respiratoires supérieures ainsi que des saignements. Les complications possibles incluent des déséquilibres électrolytiques, des troubles cardiaques, pulmonaires, rénaux et neurologiques,.
La plupart des expositions surviennent dans un cadre professionnel. Avec des concentrations inférieures à 7 %, les symptômes peuvent mettre plusieurs heures à apparaître. En revanche, avec des concentrations supérieures à 15 %, ils se manifestent presque immédiatement. Le diagnostic repose sur des analyses sanguines du calcium, du potassium et du magnésium, ainsi que sur un électrocardiogramme.
Le traitement initial en cas d'exposition consiste à retirer les vêtements contaminés et à rincer abondamment la peau à l'eau pendant au moins 30 minutes. D’autres mesures comprennent l’application d’une crème au gluconate de calcium.